# Sitticus magnus
Sitticus magnus là một loài nhện trong họ Salticidae.
Loài này thuộc chi Sitticus. Sitticus magnus được Ralph Vary Chamberlin & Wilton Ivie miêu tả năm 1944.